# Fonction du second degré

Représentation graphique de la fonction

En analyse réelle, une fonction du second degré est une fonction numérique définie par {\displaystyle f:x\mapsto ax^{2}+bx+c} où {\displaystyle a}, {\displaystyle b} et {\displaystyle c} sont des nombres réels qui ne dépendent pas de la variable {\displaystyle x}, avec {\displaystyle a\neq 0}.
Les fonctions polynomiales du second degré sont parfois appelées trinômes du second degré, fonctions quadratiques ou encore fonctions du second degré. Ce sont les fonctions les plus simples, après les fonctions affines.
Ces fonctions du second degré trouvent leurs applications dans des domaines extrêmement variés comme l'étude théorique d'une chute libre en physique.
La représentation graphique d'une fonction du second degré est une parabole qui possède un axe de symétrie parallèle à l'axe des ordonnées. Le signe du nombre a indique le sens de variation de la fonction.

## Différentes formes
Toute expression algébrique admet une infinité d'écritures. Pour une fonction du second degré, trois d'entre elles sont particulièrement intéressantes.

### Forme développée
La forme développée, réduite et ordonnée d'une fonction du second degré est celle qui est donnée en introduction de cet article et dans les livres en général :
{\displaystyle f(x)=ax^{2}+bx+c}
avec a non nul.
Dans ce cas, les nombres {\displaystyle a}, {\displaystyle b} et {\displaystyle c}, suivant le vocabulaire des polynômes, sont respectivement appelés coefficients du second degré, du premier degré et terme constant. Les termes {\displaystyle ax^{2}}, {\displaystyle bx} et {\displaystyle c} sont les monômes respectivement de degré 2, 1 et 0. Sous cette forme constituée de trois monômes, la fonction est souvent appelée trinôme du second degré.

### Forme canonique
Toute fonction du second degré possède une forme réduite ou forme canonique, où la variable x n'apparaît qu'une seule fois. Chacune des deux expressions suivantes peut être nommée forme canonique, ces expressions ne diffèrent que par une factorisation par a :
{\displaystyle f(x)=a\left(x+{\frac {b}{2a}}\right)^{2}-{\frac {b^{2}-4ac}{4a}}}
{\displaystyle f(x)=a\left[\left(x+{\frac {b}{2a}}\right)^{2}-{\frac {b^{2}-4ac}{4a^{2}}}\right]}
Les nombres {\displaystyle -{\frac {b}{2a}}} et {\displaystyle f\left(-{\frac {b}{2a}}\right)=-{\frac {b^{2}-4ac}{4a}}} correspondent respectivement à l’abscisse et l'ordonnée du sommet de la parabole représentative du trinôme. Le nombre {\displaystyle b^{2}-4ac}, quant à lui, est appelé discriminant et souvent noté {\displaystyle \Delta }.
En effet, on factorise d'abord l'expression par a :
{\displaystyle {\begin{array}{rcl}f(x)&=&ax^{2}+bx+c\\&=&a\left(x^{2}+{\cfrac {bx}{a}}\right)+c\end{array}}}
En appliquant la première identité remarquable, on a :
{\displaystyle {\begin{array}{rcl}f(x)&=&a\left[\left(x+{\cfrac {b}{2a}}\right)^{2}-{\cfrac {b^{2}}{4a^{2}}}\right]+c\\&=&a\left(x+{\cfrac {b}{2a}}\right)^{2}-{\cfrac {b^{2}}{4a}}+c\\&=&a\left(x+{\cfrac {b}{2a}}\right)^{2}-{\cfrac {b^{2}-4ac}{4a}}\\&=&a\left[\left(x+{\cfrac {b}{2a}}\right)^{2}-{\cfrac {b^{2}-4ac}{4a^{2}}}\right]\end{array}}}
Les formes canoniques sont particulièrement intéressantes car elles permettent d'écrire la fonction du second degré comme une composée de fonctions affines avec la fonction carré. La plupart des résultats sur la fonction (variations, symétrie, signe…) se démontrent grâce à l'une ou l'autre des formes canoniques.

### Forme factorisée
Une fonction du second degré peut parfois s'écrire sous une des formes factorisées suivantes :
- {\displaystyle f(x)=a(x-r_{1})(x-r_{2})} si et seulement si le discriminant ∆ vu à la section précédente est strictement positif, avec {\displaystyle \textstyle {r_{1}={\frac {-b-{\sqrt {\Delta }}}{2a}}}}, {\displaystyle \textstyle {r_{2}={\frac {-b+{\sqrt {\Delta }}}{2a}}}} ;
- {\displaystyle f(x)=a(x-r_{0})^{2}} si et seulement si ∆ est nul, avec {\displaystyle \textstyle {r_{0}=\alpha =-{\frac {b}{2a}}}} ;
- Si le discriminant est négatif, la fonction n'est pas factorisable dans ℝ[Note 1].

En effet, si l’on part de la forme canonique {\displaystyle a\left[\left(x+{\frac {b}{2a}}\right)^{2}-{\frac {b^{2}-4ac}{4a^{2}}}\right]=a\left[\left(x+{\frac {b}{2a}}\right)^{2}-{\frac {\Delta }{(2a)^{2}}}\right]}, on obtient
- pour Δ strictement positif, en appliquant la troisième identité remarquable : {\displaystyle f(x)=a\left[\left(x+{\frac {b}{2a}}\right)+{\frac {\sqrt {\Delta }}{2a}}\right]\left[\left(x+{\frac {b}{2a}}\right)-{\frac {\sqrt {\Delta }}{2a}}\right]} {\displaystyle f(x)=a\left(x+{\cfrac {b}{2a}}+{\cfrac {\sqrt {\Delta }}{2a}}\right)\left(x+{\cfrac {b}{2a}}-{\cfrac {\sqrt {\Delta }}{2a}}\right)=a\left(x-{\cfrac {-b-{\sqrt {\Delta }}}{2a}}\right)\left(x-{\cfrac {-b+{\sqrt {\Delta }}}{2a}}\right)}
- et pour Δ nul, directement {\displaystyle f(x)=a\left(x+{\cfrac {b}{2a}}\right)^{2}=a\left(x-{\frac {-b}{2a}}\right)^{2}.}

La forme factorisée est intéressante car elle permet, par l’application du théorème de l'équation produit-nul de résoudre l'équation f(x) = 0 sur ℝ ou ℂ, ou par l’application de la règle des signes de dresser un tableau de signes de f sur ℝ, donc de résoudre une inéquation du second degré.

## Équation et inéquation du second degré
Une équation du second degré est une équation équivalente à {\displaystyle f(x)=0}, où {\displaystyle f} est une fonction du second degré. De même, une inéquation du second degré est une inéquation équivalente à l'une des quatre formes : {\displaystyle f(x)\leqslant 0}, {\displaystyle f(x)<0}, {\displaystyle f(x)\geqslant 0}  ou {\displaystyle f(x)>0}, {\displaystyle f} désignant toujours une fonction du second degré.
On dit qu'un nombre {\displaystyle r} est une racine de l'équation et de {\displaystyle f} si {\displaystyle f(r)=0}.

### Équation
On démontre, par application du théorème de l’équation produit-nul sur la forme factorisée, que
- si {\displaystyle \Delta >0} alors {\displaystyle f} possède deux racines qui sont {\displaystyle r_{1}={\frac {-b-{\sqrt {\Delta }}}{2a}}} et {\displaystyle r_{2}={\frac {-b+{\sqrt {\Delta }}}{2a}}} ;
- si {\displaystyle \Delta =0} alors {\displaystyle f} possède une racine double qui est {\displaystyle r_{0}={\frac {-b}{2a}}} ;
- si {\displaystyle \Delta <0} alors {\displaystyle f} ne possède pas de racine dans l'ensemble {\displaystyle \mathbb {R} } mais il en possède dans l'ensemble {\displaystyle \mathbb {C} } : {\displaystyle {\frac {-b+i{\sqrt {|\Delta |}}}{2a}}} et {\displaystyle {\frac {-b-i{\sqrt {|\Delta |}}}{2a}}}, où {\displaystyle i} désigne l’unité imaginaire.

### Opérations sur les racines
Si le polynôme du second degré possède deux racines {\displaystyle r_{1}} et {\displaystyle r_{2}} (éventuellement confondues), il admet comme forme factorisée {\displaystyle a(x-r_{1})(x-r_{2})}. Par développement de cette forme et identification des termes de même degré avec la forme développée, on obtient les égalités :
{\displaystyle r_{1}+r_{2}=-{\frac {b}{a}}}
et
{\displaystyle r_{1}r_{2}={\frac {c}{a}}}.
Ces égalités sont notamment utiles en calcul mental et en cas de « racine évidente ». Par exemple, si on sait qu'une racine est égale à 1, l'autre sera {\displaystyle {\frac {c}{a}}}.

### Inéquation
Le signe d'une fonction du second degré se déduit de la forme canonique qui, en posant {\displaystyle \Delta =b^{2}-4ac}, s'écrit :
{\displaystyle f(x)=a\left[\left(x+{\frac {b}{2a}}\right)^{2}-{\frac {\Delta }{4a^{2}}}\right]}.
Si ∆ < 0, alors, pour tout réel x, {\displaystyle {\frac {-\Delta }{4a^{2}}}>0} et d'autre part {\displaystyle \left(x+{\frac {b}{2a}}\right)^{2}\geqslant 0} comme carré de nombre réel. Donc f(x) est toujours du signe de a.
Si ∆ = 0, la situation est quasiment la même, sauf que la fonction du second degré s'annule une fois, pour {\displaystyle x={\frac {-b}{2a}}}.
Si ∆ > 0, la forme canonique s'écrit comme une différence de deux carrés, en remarquant que le nombre positif {\displaystyle {\frac {\Delta }{4a^{2}}}} s'écrit {\displaystyle \left({\frac {\sqrt {\Delta }}{2a}}\right)^{2}}. Elle peut donc se factoriser suivant l'identité remarquable A2 - B2 et admet deux racines. La fonction du second degré est alors du signe opposé à celui de a entre les racines et du signe de a ailleurs.
Tous ces résultats donnent six cas possibles illustrés dans la partie représentation graphique de cet article et qui se résument en une seule phrase :
Signe d'un trinôme du second degré — Le trinôme {\displaystyle ax^{2}+bx+c} est du signe de a partout, sauf entre les éventuelles racines.
|       | a < 0 | a > 0 |
| ∆ < 0 | {\displaystyle {\begin{array}{\|c\|ccc\|}\hline x&-\infty &&+\infty \\\hline f(x)&&-&\\\hline \end{array}}}                           | {\displaystyle {\begin{array}{\|c\|ccc\|}\hline x&-\infty &&+\infty \\\hline f(x)&&+&\\\hline \end{array}}}                           |
| ∆ = 0 | {\displaystyle {\begin{array}{\|c\|ccccc\|}\hline x&-\infty &&{\frac {-b}{2a}}&&+\infty \\\hline f(x)&&-&0&-&\\\hline \end{array}}}   | {\displaystyle {\begin{array}{\|c\|ccccc\|}\hline x&-\infty &&{\frac {-b}{2a}}&&+\infty \\\hline f(x)&&+&0&+&\\\hline \end{array}}}   |
| ∆ > 0 | {\displaystyle {\begin{array}{\|c\|ccccccc\|}\hline x&-\infty &&r_{1}&&r_{2}&&+\infty \\\hline f(x)&&-&0&+&0&-&\\\hline \end{array}}} | {\displaystyle {\begin{array}{\|c\|ccccccc\|}\hline x&-\infty &&r_{1}&&r_{2}&&+\infty \\\hline f(x)&&+&0&-&0&+&\\\hline \end{array}}} |

## Représentation graphique
La représentation graphique d'une fonction du second degré est une parabole qui admet comme axe de symétrie la droite d'équation {\displaystyle x={\frac {-b}{2a}}}. La réciproque est en partie vraie : quelle que soit une parabole donnée, il est possible de choisir un repère orthonormé du plan pour lequel il existe une fonction du second degré dont la parabole est le graphe.
Les variations et la forme de la parabole présentent deux cas, suivant le signe du coefficient de second degré a.
Si a est positif
La parabole admet un minimum ; la fonction est décroissante sur l'intervalle {\displaystyle \left]-\infty ,{\frac {-b}{2a}}\right]} puis croissante. Les coordonnées du minimum sont {\displaystyle \left({\frac {-b}{2a}},c-{\frac {b^{2}}{4a}}\right)}.
La parabole est tournée « vers le haut » : pour tous points A et B appartenant à la parabole, le segment [AB] est situé au-dessus de cette courbe. Une fonction répondant à ces propriétés est dite convexe.
Si a est négatif
La parabole admet un maximum et les variations de la fonction sont inversées par rapport au cas précédent : d'abord croissante, puis décroissante. Les coordonnées du maximum sont aussi {\displaystyle M\left({\frac {-b}{2a}};c-{\frac {b^{2}}{4a}}\right)}.
La parabole est tournée « vers le bas ». La fonction est dite concave.

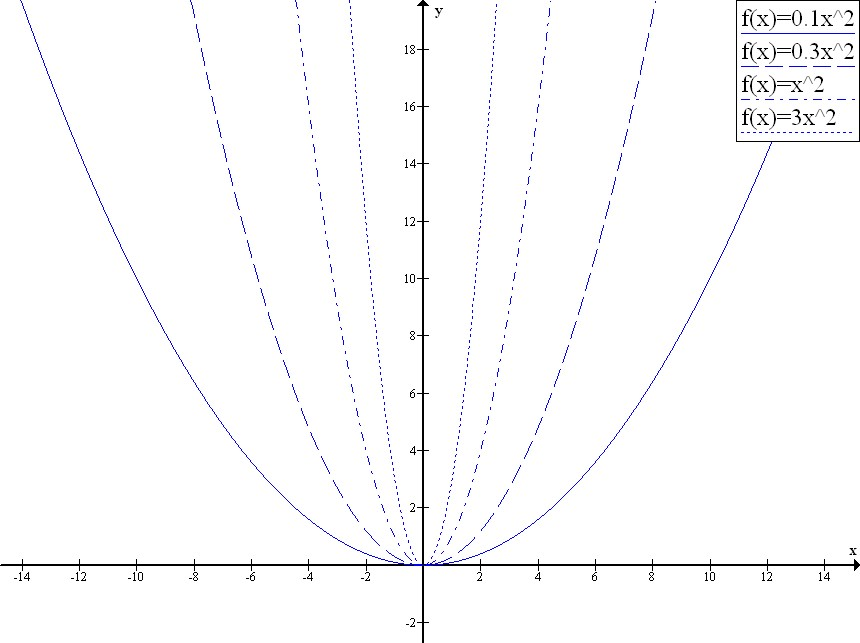
Fonctions de la forme f(x) = ax2 pour a égal à 0,1 ; 0,3 ; 1 et 3. Plus a est loin de zéro, plus la parabole est élancée.

La valeur absolue du nombre a donne également la vitesse de variation de la fonction du second degré. Ainsi, plus a est proche de zéro, plus la parabole va paraître « aplatie », pour un repère donné.
Pour l'intersection de la parabole avec l'axe des abscisses, un autre nombre joue un rôle central, le discriminant, souvent noté ∆ et égal à b2 - 4ac. La parabole n'a aucun point d'intersection avec l'axe des abscisses lorsque ∆ < 0, est tangente en un point avec cet axe lorsque ∆ = 0 et possède deux points d'intersection lorsque ∆ > 0.
Ces résultats peuvent être interprétés en termes d'équations ou d'inéquations et se démontrent à l'aide de calculs algébriques, éventuellement complétés par des raisonnements d'analyse mathématique (avec utilisation de la dérivée de la fonction) et de géométrie (voir plus bas).
|                           | {\displaystyle a>0} | {\displaystyle a<0} |
| {\displaystyle \Delta <0} |                     |                     |
| {\displaystyle \Delta =0} |                     |                     |
| {\displaystyle \Delta >0} |                     |                     |

## Analyse
Toute fonction du second degré est continue, ce qui signifie qu'elle n'admet pas de « cassure » : à une variation infinitésimale de la variable x correspond une variation infinitésimale de la fonction, pour tout nombre réel x.
De plus, elle est indéfiniment dérivable : toute fonction f de la forme {\displaystyle f(x)=ax^{2}+bx+c} admet
- une dérivée {\displaystyle f\,'(x)=2ax+b} ;
- une dérivée seconde (dérivée de la dérivée) {\displaystyle f\,''(x)=2a} ;
- des dérivées successives (dérivée troisième, quatrième, etc.) toutes nulles.

Du point de vue de leurs variations, les fonctions du second degré peuvent être classées en deux groupes, suivant le signe du coefficient de second degré {\displaystyle a} :
- Si {\displaystyle a>0}, la fonction est strictement décroissante puis strictement croissante et atteint son minimum en {\displaystyle {\tfrac {-b}{2a}}} ;
- Si {\displaystyle a<0}, la fonction est strictement croissante puis strictement décroissante et atteint son maximum en {\displaystyle {\tfrac {-b}{2a}}}.

Dans les deux cas, les coordonnées de l'extremum sont donc {\displaystyle ({\tfrac {-b}{2a}},c-{\tfrac {b^{2}}{4a}})}.
Ce résultat peut être démontré par l'étude du signe de la dérivée de {\displaystyle f}, en utilisant le fait qu'une fonction dérivable est strictement croissante sur tout intervalle où sa dérivée est strictement positive et strictement décroissante sur tout intervalle où sa dérivée est strictement négative. La convexité de {\displaystyle f} (ou sa concavité lorsque {\displaystyle a<0}) se démontre également par les dérivées. En effet, toute fonction dont la dérivée seconde est positive est convexe, et toute fonction dont la dérivée seconde est négative est concave.
Les primitives de la fonction {\displaystyle f(x)=ax^{2}+bx+c} sont les fonctions du troisième degré de la forme {\displaystyle G_{k}(x)={\tfrac {1}{3}}ax^{3}+{\tfrac {1}{2}}bx^{2}+cx+k}, où {\displaystyle k} est une constante. Ce résultat se démontre par application des règles de calcul sur les dérivées ou primitives, ou par la méthode de la quadrature de la parabole qui mêle géométrie et passage à la limite.

## Historique
Les calculs fondamentaux sur les fonctions du second degré ont une histoire sensiblement identique à celle des équations du second degré, qui est très ancienne (la tablette d'argile BM 13901 qui leur est en partie consacrée date du XVIIIe siècle av. J.-C !). Leur étude, en qualité de fonction, est beaucoup plus récente puisque le concept de fonction est a été introduit par Leibniz à la fin du XVIIe siècle.

## Note
1. ↑  Il existe cependant une factorisation possible dans l'ensemble des complexes sous la forme  {\displaystyle f(x)=a(x-r_{1})(x-r_{2})} avec {\displaystyle \textstyle {r_{1}={\frac {-b-{\rm {i}}{\sqrt {|\Delta |}}}{2a}}}} et {\displaystyle \textstyle {r_{2}={\frac {-b+{\rm {i}}{\sqrt {|\Delta |}}}{2a}}}} ; i étant l'unité imaginaire (i2 = –1). Voir « Équation du second degré ».